# Montesa Cota 50
La Montesa Cota 50 fou un model de ciclomotor juvenil de trial que fabricà i distribuí a Itàlia l'importador de Montesa a aquell país entre 1984 i 1992. Tot i no formar part de la gamma Cota que produïa Montesa a Esplugues de Llobregat, l'importador posà aquest nom al seu ciclomotor per tal d'aprofitar el seu reclam comercial. A més, durant els anys en què el comercialitzà, l'anà renovant estèticament cada cop que Montesa treia al mercat una nova versió de Cota, per tal que la Cota 50 en fos una rèplica a petita escala (si més no, pel que fa als colors i decoració).
La Cota 50 representà un important salt qualitatiu envers la seva "antecessora", la Cota 49 de 1978 (aquesta sí, produïda a Esplugues), i fou la primera Montesa a dur monoamortidor posterior, dos anys abans que la firma llancés el seu primer model equipat amb aquesta innovació (la Cota 304 de 1986).

## Història
A començaments de la dècada de 1980, la filial italiana del fabricant alemany Kramer va presentar un prototipus de ciclomotor de trial, anomenat Kramer MKS 50 Trial, equipat amb un motor Minarelli P6 muntat en un xassís monobiga amb dipòsit de benzina a l'interior i monoamortidor posterior. L'empresa no arribà a produir mai aquesta petita moto, ni aleshores ni més tard, quan canvià la seva raó social a Kram-It i el prototipus passà a dir-se Kram-It 50 Trial. Uns anys després, veient que el projecte s'havia abandonat, l'importador italià de Montesa el rescatà i el reinterpretà a la seva manera, donant origen a la primera Cota 50 MKS, la qual fou presentada al Saló de Bolonya de 1984.

## Versions
La primera versió de la Cota 50 era una imitació de la darrera Cota que havia llançat Montesa, la lleugera Cota 242 (amb el dipòsit blanc i els parafangs vermells). Més endavant, l'importador va anar desenvolupant diferents versions, en paral·lel a l'evolució dels models que anava fabricant Montesa, de manera que acabaren sortint al mercat petites rèpliques de la Cota 304, Cota 307, Cota 309, Cota 310 i Cota 311. A totes elles, allò que destacava a primera vista era el concepte emprat en el bastidor, una estructura que incloïa el dipòsit de combustible i, soldades a ell, dues plaques que feien de suport per al motor i d'articulació del conjunt de suspensió posterior, del tipus monoshock.

### Llista de versions produïdes
| Versió        | Cilindrada | AnyS        | Núm. Sèrie | Característiques                                                                  |
| ------------- | ---------- | ----------- | ---------- | --------------------------------------------------------------------------------- |
| Cota 50 "242" | 49 cc      | 1984 - 1986 | ?          | Dipòsit blanc i parafangs vermells                                                |
| Cota 50 "304" | 49 cc      | 1986 - 1987 | ?          | Dipòsit i parafangs vermells                                                      |
| Cota 50 "307" | 49 cc      | 1987 - 1988 | KMKS00001- | Dipòsit vermell i blanc, parafangs vermells                                       |
| Cota 50 "309" | 49 cc      | 1988 - 1989 | E-001 -    | Dipòsit blanc i vermell (en diagonal), parafangs blancs                           |
| Cota 50 "310" | 49 cc      | 1989 - 1991 | ?          | Dipòsit verd i groc                                                               |
| Cota 50 "311" | 49 cc      | 1992        | S-001-     | Dipòsit vermell estret (xassís monobiga), parafangs vermells, forquilla invertida |

### Versió "242"
Fitxa tècnica
| Cota 50            | Cota 50                            |
| ------------------ | ---------------------------------- |
| Id. Model          | ?                                  |
| Núm. Sèrie         | ?                                  |
| Anys               | 1984 - 1986                        |
| CC                 | 49,72                              |
| Diàmetre x Carrera | 40,3 x 39 mm                       |
| Compressió         | 12:1                               |
| CV                 | ?                                  |
| Carburador         | Dell'Orto 14/14                    |
| Canvi              | 6 velocitats                       |
| Suspensió davant   | Forquilla Marzocchi                |
| Suspensió darrera  | Monoamortidor Corte & Cosso        |
| Pneumàtic davant   | 2,50 x 21                          |
| Pneumàtic darrera  | 3,50 x 18                          |
| Frens davant       | Tambor 110 mm                      |
| Frens darrera      | Tambor 110 mm                      |
| Pes en sec         | 67 Kg                              |
| Capacitat dipòsit  | ?                                  |
| Característiques   | Dipòsit blanc i parafangs vermells |

### Versió "310"
Fitxa tècnica
| Cota 50            | Cota 50               |
| ------------------ | --------------------- |
| Id. Model          | ?                     |
| Núm. Sèrie         | ?                     |
| Anys               | 1989 - 1991           |
| CC                 | 49,72                 |
| Diàmetre x Carrera | 40,3 x 39 mm          |
| Compressió         | 15:1                  |
| CV                 | ?                     |
| Carburador         | Dell'Orto 14 mm       |
| Canvi              | 6 velocitats          |
| Suspensió davant   | Forquilla telescòpica |
| Suspensió darrera  | Monoamortidor         |
| Pneumàtic davant   | 2,50 x 21             |
| Pneumàtic darrera  | 3,50 x 18             |
| Frens davant       | Disc                  |
| Frens darrera      | Disc                  |
| Pes en sec         | 67 Kg                 |
| Capacitat dipòsit  | ?                     |
| Característiques   | Dipòsit verd i groc   |